# Ricardo de Andria
Ricardo foi Bispo de Andria, Itália. Ele foi nomeado para a sé de Andria pelo colega inglês Papa Adriano IV. Em 1179, Ricardo foi um dos Bispos presentes no XI Concílio Ecumênico (Terceiro Concílio de Latrão, 1179) realizado pelo Papa Alexandre III. Ele permaneceu em seu ofício até sua morte, um período de mais de 40 anos.
Em 1438, sob o governo do duque Francesco II Del Balzo, uma mulher supostamente redescobriu seus restos mortais sob o altar principal da Catedral, onde se alegava que eles haviam sido escondidos durante as invasões húngaras. Sob o patrocínio de Federico, ele conseguiu a canonização de Ricardo pelo Papa Eugênio IV.